# Rise of the Robots
Rise of the Robots è un picchiaduro a incontri sviluppato dalla Mirage Media e pubblicato dalla Time Warner Interactive nel 1994. Il videogioco fu realizzato per i maggiori sistemi dell'epoca e nonostante la grafica molto curata fu uno dei maggiori insuccessi dell'anno. Il gioco venne molto criticato per la sua scarsa giocabilità.

## Trama
Nel 2043, nella città di Metropolis 4, la Electrocorp è a capo delle più importanti scoperte nel mondo della robotica; gli scienziati stanno infatti elaborando un nuovo tipo di cyborg, il Supervisore (Supervisor), un androide capace di imitare le percezioni umane. Tuttavia le cose vanno per il verso sbagliato, e tutti i cyborg creati dalla Electrocorp vengono infettati dal virus EGO, diventando ostili contro i propri creatori. Nel tentativo di risolvere il problema, la Electrocorp invia ECO35-2, un cyborg con sembianze umane, per evitare l'imminente ribellione dei robot della Electrocorp.

## Modalità di gioco
Il gioco è diviso in una modalità arcade in giocatore singolo e una modalità versus a due giocatori. Nella modalità a giocatore singolo, il giocatore controlla il Cyborg ECO32-2 per farsi strada tra i sottoposti del Supervisor. L'ordine di combattimento è sempre lo stesso, con ogni avversario più difficile del precedente. Vi sono in tutto 6 battaglie, nell'ultima delle quali si affronta Supervisor in persona. Ogni personaggio è introdotto da una breve sequenza pre-renderizzata in 3D, seguita dall'analisi di potenziali punti deboli.
Nella modalità a due giocatori, uno dei due giocatori controlla di default ECO35-2, mentre l'altro può scegliere uno dei 5 avversari visti nella modalità single player (è anche possibile giocare nei panni del Supervisor tramite un cheat code speciale). Nella versione Arcade del gioco, i giocatori possono scegliere tra teoricamente 18 personaggi (che in realtà sono solo 6, solo di tre colori diversi per personaggio).

## Personaggi
I nemici che si dovranno affrontare sono i droidi della Electrocorp. Alcuni di essi sono semplici robot da lavoro, altri sono intelligenze artificiali a tutti gli effetti, ma grazie al virus EGO, sono diventati senzienti e capaci di uccidere chiunque.
- ECO35-2: è il protagonista della storia, denominato anche semplicemente Cyborg o Coton, è un androide con sembianze umane. A differenza degli altri tipi, questi sembra essere stato creato utilizzando il corpo di un uomo.

- Loader: semplice droide da lavoro. È il primo personaggio che il giocatore incontra nel suo percorso contro i robot della Electrocorp. È dotato di scarsa intelligenza, dato che il suo lavoro principale è quello di trasportare carichi pesanti. Come armi utilizza due bracci meccanici.

- Builder-Ape: droide di colore blu con le sembianze di un gorilla. Viene creato per essere il naturale successore del Loader, data la sua maggiore capacità di trasporto, e per le sembianze più umanoidi. I suoi attacchi sono basati sulla forza bruta, utilizzando le due enormi braccia per attaccare; unico punto debole sono le gambe, che non gli garantiscono una velocità adatta ad evitare gli attacchi.

- Crusher: è stato creato come un killer di robot, utilizzato principalmente per distruggere i droidi malfunzionanti. Le sue sembianze ricordano quelle di un insetto; come arma utilizza due lunghe "zampe", sulle quali sono poste delle enormi forbici.

- Military: come suggerisce il nome, il Military, soprannominato anche Lo "Sterminatore", è stato creato specificamente per azioni belliche. Per certi versi, sembra una versione incompiuta di ECO35-2, ma a differenza di esso, è dotato di lame affilate poste all'estremità delle dita.

- Sentry: droide ideato per i combattimenti ravvicinati. Sentry è di colore rosso, è alto 3,5 metri e rappresenta la nuova generazione di droidi di sicurezza. Anche se alto, è costruito con un metallo resistente ma anche estremamente leggero, oltre che a essere dotato di un jetpack che gli conferisce la capacità di volare e di muoversi più velocemente dei nemici.

- Il Supervisore: è l'antagonista della storia. Viene presentato come la più riuscita delle creazioni della Electrocorp, in quanto segna una svolta in vari campi quali la metallurgia e la robotica. Il Supervisore è il primo droide creato per sostituire l'uomo negli anni, è auto-cosciente, e ha una CPU che può apprendere, dando la possibilità di pensare e di compiere azioni da solo. Il suo corpo è composto da titanio liquido (lega polimetamorfica); usando il flusso della carica elettrica posta all'interno del corpo, è in grado di trasformarsi in qualsiasi cosa o persona. Per certi versi, il Supervisore ricorda il T-1000 del film Terminator 2 - Il giorno del giudizio.

## Director's cut e sequel
Dato lo scarso successo riscosso con questo titolo, la casa produttrice del gioco decise di riproporlo in versione Director's Cut, contenente un secondo cd in cui vi sono inseriti la creazione del gioco, gallerie d'immagini e le schede dei vari personaggi. Negli anni successivi, si decise di creare anche un sequel chiamato Rise 2: Resurrection comprendente, oltre ai già sopracitati personaggi, altri droidi e una storia completamente nuova. In quanto a grafica non vi sono cambiamenti, ma vi sono alcune novità: un ampliamento della scelta dei personaggi (18 droidi), la possibilità di scegliere il personaggio con cui combattere in modalità due giocatori, e di effettuare combo grazie all'ampliamento del parco mosse dei vari robot.